# Henrik Saugmandsgaard Øe
Henrik Saugmandsgaard Øe (født 27. april 1964 i Hammerum) er en dansk jurist og tidligere forbrugerombudsmand. Han har siden 1. januar 2015 været konstitueret landsdommer ved Østre Landsret og tiltræder som en af 11 generaladvokater ved EU-Domstolen 7. oktober 2015.
Henrik Øe blev matematisk-fysisk student fra Ikast Gymnasium i 1984 og cand.jur. fra Aarhus Universitet i 1991. Efterfølgende var han underviser ved universitetet, ligesom han arbejdede som advokatfuldmægtig ved Advokatfirmaet Frue Kirkeplads 4 i Århus (senere Bech-Bruun). I 1993 tog han en mastergrad i europæisk ret ved Europakollegiet i Brügge. 
Fra 1994 til 1999 var han ansat som juridisk rådgiver ved Retten i Første Instans i Luxembourg, og fra 1999 var han ansat i Justitsministeriet, først som fuldmægtig i EU-kontoret, senere som chefkonsulent i EU- og Menneskeretskontoret og fra 2001 som kontorchef i Formueretskontoret. Fra 1999 til 2001 fungerede han desuden som ekstern lektor ved Københavns Universitet. Fra 2006 til 2014 var han forbrugerombudsmand.
2003 blev han Ridder af Dannebrog.